# Sobeknacht II.
Sobeknacht (II.) war ein lokaler ägyptischer Fürst in Necheb (Elkab), der in der Zweiten Zwischenzeit (um 1600 v. Chr.) lebte und amtierte.

## Belege

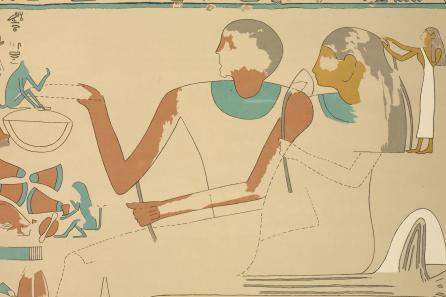
Portrait des altägyptischen Lokalgouverneurs Sobeknakht II. mit seiner Frau, aus seinem Grab in El-Kab. (16. bis 17. Dynastie, Zweite Zwischenzeit.)

Sobeknacht ist vor allem durch sein Felsengrab in el-Kab bekannt. Er war der Sohn von Sobeknacht I. und dessen Frau Nofru. Das Grab hatte eine mit Malereien dekorierte Kapelle und unterirdische Grabkammern. Aus der Zweiten Zwischenzeit gibt es nur ganz wenige ausgemalte Grabanlagen und von diesen wenigen erhaltenen Exemplaren dieser Zeit stellt die Kapelle des Sobeknacht die größte dar. Das Felsgrab war der Forschung schon lange bekannt und wurde bereits 1896 in einer Monographie veröffentlicht. Im Grab findet sich auch das Bild des Vorzeichners Sedjemnetjeru, der also offensichtlich der leitende Künstler bei der Ausschmückung des Grabes war. Es handelt sich um eines der ganz wenigen Beispiele aus dem Alten Ägypten, wo solch ein Künstler namentlich bekannt ist.
Seit 2003 gab es eine erneute Expedition, die das Grab nochmals aufnahm. Dabei fand man eine neue Inschrift, die bei der ersten Bearbeitung des Grabes übersehen worden war. In dieser Inschrift berichtet nun Sobeknacht, dass die Nubier zusammen mit den Leuten von Punt einen Beutezug nach Ägypten gestartet hatten, das Land plünderten und dann von den Ägyptern geschlagen wurden.
Bei den Nubiern handelt es sich mit Sicherheit um die Leute der Kerma-Kultur. In Kerma selber fanden sich nun auch sehr viele ägyptische Objekte, von denen man bisher annahm, dass sie nach Ägypten verhandelt wurden. Darunter war auch ein Travertingefäß mit dem Namen eines Fürsten von Necheb (Elkab) Sobeknacht, bei dem es sich um Sobeknacht II. oder seinen Vater handeln könnte. Die neue Inschrift aus dem Grab des Sobeknacht zeigt, wie mächtig die Kerma-Kultur zu dieser Zeit war und dass es sich bei diesen ägyptischen Objekten anscheinend um Beutestücke aus Ägypten handelt.